# Euprosopia armipes
Euprosopia armipes är en tvåvingeart som beskrevs av Mcalpine 1973. Euprosopia armipes ingår i släktet Euprosopia och familjen bredmunsflugor. Inga underarter finns listade i Catalogue of Life.